# 怀德·布兰德米勒
懷德·布兰德米勒（德語：Walter Brandmüller；1929年1月5日—）是天主教会德國籍枢机及宗座歷史學會荣休主席。
布兰德米勒生于德国安斯巴赫，1953年7月26日晋铎。他於1998年至2009年间出任宗座历史学会主席。教宗本笃十六世於2010年11月20日將他擢升为枢机。

## 牧徽

懷德·布兰德米勒枢机牧徽